# Paolo Menafoglio
Paolo Menafoglio, Marchese di Barate, di San Martino in Spino, Gavello, Portovecchio, Bellaria, Feniletto; Patrizio di Modena e di Reggio; Nobile di Bologna e di Ferrara (Modena, 1º ottobre 1846 – Genova, 1º giugno 1907), è stato un imprenditore e politico italiano.
Nel 1884 risulta Assessore del Comune di Modena. Dal 1887 al 1892 fu sindaco della città di Modena. Dal 1895 al 1904 fu Deputato del Regno d'Italia. Dal 1905 al 1907 fu Senatore del Regno d'Italia, componente della Sinistra.

## Commemorazione
(Senato del Regno, Atti parlamentari. Discussioni, 1° giugno 1907.)